# لشکر ۴۳ پیاده (وسکس)
لشکر ۴۳ پیاده وسکس (انگلیسی: 43rd) لشکر پیاده‌نظام نیروی زمینی بریتانیا است، که در سال ۱۹۰۸ تأسیس شد و در سال ۱۹۶۷ منحل گردید.
لشکر ۴۳ پیاده وسکس یک لشکر پیاده نظام از ارتش سرزمینی بریتانیا بود. این لشکر ابتدا در سال ۱۹۰۸ با نام لشکر وسکس تشکیل شد. در طول جنگ جهانی اول، این لشکر تجزیه شد و هرگز به عنوان یک تشکیلات کامل خدمت نکرد. در سال ۱۹۲۰ در ارتش سرزمینی اصلاح شد و سپس از ژوئن ۱۹۴۴ تا مه ۱۹۴۵، در طول جنگ جهانی دوم، در لشکرکشی شمال غربی اروپا خدمت کرد. این لشکر تلفات سنگینی متحمل شد و شهرت بسیار خوبی کسب کرد. پس از جنگ جهانی دوم، این لشکر بخشی از ارتش سرزمینی پس از جنگ را تشکیل داد و در سال ۱۹۶۱ به لشکر/ناحیه ۴۳ (وسکس) تبدیل شد. این لشکر سرانجام در سال ۱۹۶۷ منحل شد.